# 高木彬光
高木 彬光（たかぎ あきみつ、1920年〈大正9年〉9月25日 - 1995年〈平成7年〉9月9日）は、日本の推理作家。本名は高木 誠一（たかぎ せいいち）。津軽方言詩人・医師の高木恭造の甥に当たる。

## 来歴
青森県青森市生まれ。4代続いた医者の家系だった。幼少時に母親と死別。
旧制青森中学校（現：青森県立青森高等学校）から四修で第一高等学校理科乙類に入学。東京帝国大学理学部化学科の受験に失敗し、京都帝国大学薬学部に進んだが1年で中退、京都帝国大学工学部冶金学科卒。
非嫡出子として生まれ、一高入学の年に父親が亡くなり、家は破産して一家は離散し、親族からの援助で学業を続けた。その暗い生い立ちのせいもあってか、「出身地・青森」には生涯思い入れを見せなかった。
京大卒業後、中島飛行機に就職したが、太平洋戦争終結に伴い職を失う。1947年、骨相師の勧めにより小説家を志し、出来上がった長編『刺青殺人事件』が江戸川乱歩に認められて、翌1948年に出版の運びとなり、推理作家としてデビュー。
代表作に『能面殺人事件』（1950年、第3回探偵作家クラブ賞受賞）、『わが一高時代の犯罪』（1951年）、『人形はなぜ殺される』（1955年）、『成吉思汗の秘密』（1958年）、『白昼の死角』（1960年）、『破戒裁判』（1961年）などがある。主要な探偵は神津恭介。そのほか、百谷泉一郎弁護士・霧島三郎検事など、魅力的な探偵キャラクターの創造で知られる。推理小説だけでなく、時代小説・SF小説（架空戦記を含む）・少女向け小説も執筆している。
易、占いに通じていたことでも知られ、易に関する著作もある。また大学時代に学んだ冶金学の知識を生かし、秋田県で鉱山の発掘に熱中したこともあった。将棋も趣味であり、文壇名人戦の常連であった。
晩年は脳梗塞を幾度も発症し、その後遺症に苦しみ、闘病記『甦える』も執筆している。

## エピソード
- 「謎の美人易者」として一世を風靡した黄小娥の大ファンであった。手相にも詳しく、1981年（昭和56年）には角川文庫より『手相占い』が出版された。
- 『成吉思汗の秘密』、『邪馬台国の秘密』および『古代天皇の秘密』は、いずれも神津恭介が入院中の退屈しのぎに歴史上の謎に挑むという長編小説であり、これらの作品は、ジョセフィン・テイの『時の娘』（1951年）に端を発した病院のベッドで動けない探偵が極めて限られた情報から推理する「ベッド・ディティクティヴ」という形式をとっている。
- 『成吉思汗の秘密』において、義経=ジンギスカン説とする論理の弱さや矛盾点を海音寺潮五郎に批判される。高木は表立った反論は行わず、作品を改訂した際に神津恭介が「ある歴史小説家」への回答を行うくだりを追加した。
- 坂口安吾の未完成の推理小説『復員殺人事件』を、安吾の死後『樹のごときもの歩く』と改題して書き継ぎ、1957年（昭和32年）12月から翌1958年（昭和33年）4月に『宝石』に連載して完結させた[1][2]。
- 山田風太郎、高木彬光、島田一男、香山滋、大坪砂男の五人で「探偵小説界の戦後派五人男」と呼ばれた。また、1950年、山田風太郎、島田一男、香山滋らと新人探偵作家の会「鬼クラブ」を結成して、同人誌『鬼』を刊行した[3]。
- 山田風太郎とは年齢・境遇が近かったこともあって親しく、高木がアイディアを出して山田が執筆した合作『悪霊の群』（『講談倶楽部』1952年5月特別号に掲載。のちに単行本。）がある。互いの死去時の葬儀委員長を約束していたが、高木の死去時に山田も大病を患っており、果たせなかった。
- 作品の参考にするため刑法・刑事訴訟法にはかなり通じており、丸正事件で被疑者以外の人物を真犯人として名指しし名誉毀損で訴えられた弁護士正木ひろしの特別弁護人を引き受けたこともある。

## 著書

### 神津恭介

#### 長編
- 刺青殺人事件 1948年 岩谷書店 1951年 のち角川文庫、光文社文庫、ハルキ文庫、『白雪姫』角川文庫
- 呪縛の家 和同出版社 1954年 のち角川文庫、光文社文庫
- 魔弾の射手 東方社 1955年 のち角川文庫
- 地獄の舞姫 - 未完の作品。
- わが一高時代の犯罪 岩谷書店 1951年 のち角川文庫、光文社文庫、ハルキ文庫 - 神津恭介の最初の事件
- 白妖鬼 東方社 1955年 のち角川文庫
- 悪魔の嘲笑 東京文芸社 1957年 のち角川文庫
- 人形はなぜ殺される 大日本雄弁会講談社 1955年 のち角川文庫、光文社文庫、ハルキ文庫
- 死を開く扉 東京文芸社 1957年 のち角川文庫
- 成吉思汗の秘密 光文社 1958年 のち角川文庫、光文社文庫、ハルキ文庫
- 白魔の歌 光風社 1961年 のち角川文庫
- 火車と死者 講談社 1959年 のち角川文庫
- 死神の座 講談社 1960年 のち角川文庫、光文社文庫
- 邪馬台国の秘密 光文社 1973年（カッパ・ノベルス）
- 狐の密室 徳間ノベルス 1977年7月 のち角川文庫 - 大前田英策との共演
- 古代天皇の秘密 神津恭介シリーズ 角川ノベルズ 1986年10月 のち文庫
- 七福神殺人事件 角川ノベルズ 1987年11月 のち文庫
- 神津恭介への挑戦 出版芸術社 1991年7月 - 平成三部作
- 神津恭介の復活 出版芸術社 1993年9月
- 神津恭介の予言 出版芸術社 1994年9月 - 平成三部作の三作目。

#### 中編・短編集
- 妖婦の宿 1949年 東方社 1955年 のち角川文庫、春陽文庫 - 最初期の中短編集
- 死美人劇場 東方社 1955年 のち角川文庫、春陽文庫
- 血ぬられた薔薇 東方社 1955年 のち角川文庫、春陽文庫
- 白雪姫 東方社 1955年 『白雪姫』角川文庫 1986年5月 - 美女や妖女が絡む事件を集めた作品集
  - 白雪姫 - 青森の旧家を舞台にした雪上の不可能犯罪
  - 緑衣の女（小指のない魔女）
  - 眠れる美女 和同出版社 1956年
  - 女の手
  - 蛇性の女
  - 幻影殺人事件（嘘つき娘）
  - 加害妄想狂
- 邪教の神 東方社 1956年 のち角川文庫 『私は殺される』春陽文庫
- 蛇の環 東京文芸社 1957年
- 目撃者 東京文芸社 1959年
- 影なき女 神津恭介事件簿 アサヒ芸能出版 1964年（平和新書）のち角川文庫 - 中編の代表作
  - 天誅
- 出獄 神津恭助推理ノート 桃源社 1965年（ポピュラー・ブックス）
- これが法律だ 神津恭介推理ノート 桃源社 1965年（ポピュラー・ブックス）
- 盲目の奇蹟 神津恭介推理ノート 桃源社 1966年（ポピュラー・ブックス）
- 殺人シーン本番 神津恭介推理ノート 桃源社 1967年（ポピュラー・ブックス）のち春陽文庫
- 紫の恐怖 桃源社 1969年（ポピュラー・ブックス）
- 幽霊の顔 桃源社 1969年（ポピュラー・ブックス）
- 幽霊の血 桃源社 1977年5月（ポピュラー・ブックス）
- 首を買う女 神津恭介シリーズ 角川ノベルズ 1986年11月 のち文庫
- 神津恭介の回想 出版芸術社 1996年6月
- 初稿・刺青殺人事件 扶桑社文庫 2002年11月
- 悪魔の山 神月堂、2004年12月（神津恭介シリーズ未収録短編集 1）
- 神津恭介、密室に挑む 光文社文庫 2013年
  - 月世界の女
  - 鏡の部屋
  - 黄金の刃

### 大前田英策
- 暗黒街の帝王 大前田英策推理ノート 1955年 東京文芸社 1959年（角川文庫『顔のない女』1985年11月） - 中編
- 暗黒街の逆襲 1957年 - 中編。
- 黒魔王（こくまおう） 1957年 『明星』1957年1月号 - 10月号  東京文芸社 1959年（新訂版：論創社 2020年9月） - 川島竜子との共演
- 浮気な死神 東方文芸社 1957年（角川文庫『顔のない女』1985年11月）
- 暗黒街の密使 日本文華社 1958年
- お前の番だ 東京文芸社 1958年
- 三尺の墓 東京文芸社 1958年
- 幽霊復活 東京文芸社 1959年 『二十三歳の赤ん坊』角川文庫
- 悪魔の火祭 桃源社 1958年 のち角川文庫
- 大前田探偵局事件簿 同光社出版 1959年
- 断層 桃源社 1959年 のち角川文庫
- 暗黒街の鬼 東京文芸社 1960年
- 東京秘密探偵局 章書房 1960年
- 秘密探偵局捜査メモ 第1-2 雄山閣出版 1961年
- 秘密探偵局捜査メモ 第3 青樹社 1965年
- 魔炎 大前田英策推理ノート 桃源社 1966年（ポピュラー・ブックス）
- 恐怖の蜜月 大前田英策推理ノート 桃源社 1967年（ポピュラー・ブックス）のち角川文庫（短編集）
  - 裸女と鍵束
- 二十三歳の赤ん坊（短編集）
  - 死の色のヌード
  - 幽霊復活
  - 妖異大土教
- 恋は魔術師 角川文庫 1986年6月 （短編集）
- 姿なき女 大前田英策シリーズ 角川ノベルズ 1987年3月 のち文庫 - 川島竜子との共演

### 弁護士・百谷泉一郎・明子夫妻
- 人蟻 森脇文庫 1960年 のち角川文庫、光文社文庫
- 破戒裁判 東都書房 1961年 のち角川文庫、光文社文庫
- 誘拐 光文社 1961年（カッパ・ノベルス）のち角川文庫、光文社文庫
- 追跡 光文社 1962年（カッパ・ノベルス）のち角川文庫
- 遺言書 1962年 - 百谷夫妻もの唯一の短編。
- 失踪 講談社 1964年 のち角川文庫
- 法廷の魔女 講談社 1965年 のち角川文庫
- 脅迫 双葉新書 1967年 のち角川文庫

### 捜査検事・グズ茂（近松茂道）
- 黒白の虹 光文社 1963年（カッパブックス）のち角川文庫
- 捜査検事 光文社 1964年（カッパ・ノベルス）のち角川文庫 - 高橋英樹主演で『捜査検事・近松茂道』としてテレビドラマ化
- 波止場の捜査検事 光文社 1966年（カッパ・ノベルス）のち角川文庫
- 偽装工作 光文社 1966年（カッパ・ノベルス）のち角川文庫
- 黒白の囮 読売新聞社 1967年 のち角川文庫、光文社文庫
- 最後の自白 近松検事シリーズ 光文社 1967年（カッパ・ノベルス）のち角川文庫
- 霧の罠 光文社 1968年（カッパ・ノベルス）のち角川文庫、光文社文庫
- 追われる刑事 光文社 1969年（カッパ・ノベルス）のち角川文庫、光文社文庫
- 狂った拳銃 1962年 - 単行本未収録の短編。

### 検事霧島三郎
- 検事霧島三郎 光文社 1964年（カッパ・ノベルス）のち角川文庫、光文社文庫
- 密告者 光文社 1965年（カッパ・ノベルス）のち角川文庫、光文社文庫
- ゼロの蜜月 光文社 1965年（カッパ・ノベルス）のち角川文庫、光文社文庫
- 都会の狼 光文社 1966年（カッパ・ノベルス）のち角川文庫、光文社文庫
- 炎の女 光文社 1967年（カッパ・ノベルス）のち角川文庫、光文社文庫
- 復讐保険 桃源社 1970年（ポピュラー・ブックス）
- 検事霧島三郎の記録 双葉新書 1970年
- 灰の女 光文社 1970年（カッパ・ノベルス）のち角川文庫、光文社文庫
- 幻の悪魔 光文社カッパノベルス、1975年 のち角川文庫、光文社文庫
- 二幕半の殺人 角川文庫 1976年
- 花の賭 双葉新書 1970年 のち角川文庫
- 被害者を探せ 検事霧島三郎 双葉社 1996年7月

### クレージー・LP（東洋新聞社出版局局長 山西誠）
- 裂けた視覚 光文社 1969年（カッパ ノベルス）のち角川文庫
- 女か虎か 双葉新書 1970年 のち角川文庫 - リチャード・ストックトンのリドル・ストーリー『女か虎か』に因む。

### 墨野隴人
「オルツイ女男爵」トリビュート。
- 黄金の鍵 光文社 1970年（カッパ・ブックス）のち角川文庫、光文社文庫 - 名探偵待望論に応えたシリーズ。
- 一、二、三 - 死 光文社 1974年（カッパ・ノベルス）のち角川文庫、光文社文庫 - 鬼の数え歌による見立て殺人。他に類を見ない殺人の動機。
- 大東京四谷怪談 立風書房 1976年 のち角川文庫、光文社文庫
- 現代夜討曽我 光文社 1987年6月（カッパ・ノベルス）のち文庫
- 仮面よ、さらば 墨野隴人シリーズ 角川ノベルズ 1988年5月 のち文庫、光文社文庫 - 1988年に本作を発表し引退を宣言

### 川島竜子
- 顔のない女 1955年
- 七つの顔を持つ女 1955年

### 掌編（加瀬警部もの）
- 五つの連作 東方社 1955年 のち角川文庫 1986年 - 雑誌『週刊朝日別冊』の企画で、5回にわたって犯人当て作品を載せて解答を募り、正解者各1名に抽選でスポンサーから賞品が提供される企画
  - 殺人パララックス
  - 死人は筆を選ぶ
  - 時計はウソ発見機
  - 苦労性な犯人
  - 自動車収集狂
    - 解答編

### ノンシリーズ
- 能面殺人事件 岩谷書店 1951年 のち春陽文庫、角川文庫、双葉文庫  - 高木の第二長編。第3回探偵作家クラブ長編賞受賞。白昼の死角と並ぶノンシリーズでの代表作。
- 復讐鬼 東京文芸社 1955年 『神秘の扉』 浪速書房 1960年 のち角川文庫
- 幽霊西へ行く 東方社 1955年 のち角川文庫 1986年
  - 幽霊西へ行く
  - 大鴉
  - 公使館の幽霊
  - クレタ島の花嫁
  - 第三の解答
- ボルヂア家の毒薬 東方社 1956年 『猟奇の都』角川文庫
- 私の殺した男 和同出版社 1958年 のち角川文庫
- 白昼の死角 光文社 1960年（カッパ・ノベルス）のち角川文庫、光文社文庫 - 1979年に映画化、テレビドラマ化
- 展覧会の絵 東京文芸社 1962年
- 肌色の仮面 光文社 1962年（カッパ・ノベルス）のち角川文庫
- 占い推理帖 文藝春秋新社 1963年（ポケット文春）
- 羽衣の女 東京文芸社 1966年 のち角川文庫
- 脱獄死刑囚 桃源社 1966年（ポピュラー・ブックス）
- 犯罪の環 桃源社 1966年（ポピュラー・ブックス）
- 占い推理帖 人相篇 文藝春秋 1966年（ポケット文春）
- 青銅の顔の女 桃源社 1967年（ポピュラー・ブックス）
- 帝国の死角 上下 角川文庫 1978年
  - 天皇の密使 帝国の死角 第1部 光文社 1971年（カッパ・ノベルス）
  - 神々の黄昏 帝国の死角 第2部 光文社 1972年（カッパ・ノベルス）
- 神曲地獄篇 光文社 1973年（カッパ・ノベルス）のち角川文庫
- ミイラ志願 光文社 1973年（カッパ・ノベルス）のち角川文庫
- 巨城の破片・万華の断片 角川書店 1979年1月 のち文庫
- 殺意 角川文庫 1979年4月
  - 殺意
  - 無名の手紙
  - 家捜し
  - レインコート
  - 女怪
  - 人妖
  - 死刑執行人
  - ユダヤの商人
  - ロンドン塔の判官
- 刺青物語 角川文庫 1983年4月
- 妖術師 1950年 角川文庫 1987年6月
  - 妖術師
  - 奇妙なお土産
  - 四月馬鹿の殺人
  - 一匹の蟻
  - 犯罪の環
  - 脱獄死刑囚
  - 火の雨ぞ降る
  - 食人金属
  - 廃屋
  - 氷の花
  - 薔薇の妖精妖術師
  - 奇妙なお土産
- 幽霊の血－わが愛しき探偵たち－ 新芸術社、1989年 『五人の探偵たち』 光文社文庫 1991月4月
- 朱の奇跡－わが愛しき探偵たち (2)－ 出版芸術社 1991年 『帰ってきた探偵たち』 光文社文庫 1992月4月
- 真犯人 天山文庫 1992月1月
- 骸骨島 復刻版 神月堂 2002月7月
- 夜の皇帝・深夜の魔王 神月堂 2003月8月

### 単行本未収録
- 鉄道怪死事件 1949年 『ロマンス読物』1949年10月号 - 懸賞（「殺されたのは誰か」賞品・200万円宝くじ）付き短編
- 三十億金貨を引揚げる美女 1950年 『ロマンス読物』1950年2月号
- 戦後派殺人事件 1950年 『小説公園』1950年12月号
- 黒い白鳥 1950年 - 短編『妖術師』と冒頭は同じで別の展開を見せる作品。
- 首斬り弁護士 1952年 『サンデー毎日』1952年1月1日号
- 時は裁く 1961年 中日新聞 1959年6月12日
- 吹雪の宿 1961年 『講談倶楽部』1961年3月号 - 真相が明らかにされない作品
- あなたにいどむ、ミステリー・シリーズ！ 1961年 『週刊女性』1961年5月第4週号 - 12月20日号連載
  - 自殺恐怖症
  - 殺人の挽歌
  - 死とのお見合い
  - 闇の声
- 女の復讐 1962年
- 風戸峠の秘宝 1966年

### 時代・歴史小説
- 素浪人奉行 東京文芸社 1953年 のち春陽文庫
- 紅地獄絵巻 東京文芸社 1954年
- 蛇神様 東京文芸社 1954年 のち角川文庫、春陽文庫
- 怪盗白面鬼 東京文芸社 1954年
- どくろ観音 千両文七捕物帳 同光社 1954年 のち春陽文庫
- 新選組 偕成社 1955年（実録時代小説）
- あばれ振袖 正続 東京文芸社 1955年 - 1956年 のち春陽文庫 - 中村錦之助主演で映画化
- 千両文七 東方社 1956年 『刺青の女』春陽文庫
- 血髑髏組 東京文芸社 1956年 『血どくろ組』春陽文庫
- 折鶴秘帖 同光社 1956年 のち春陽文庫
- 振袖剣光録 東京文芸社 1956年 のち春陽文庫
- 妖説地獄谷 東京文芸社 1956年 のち春陽文庫
- 振袖夜叉 東京文芸社 1957年 のち春陽文庫
- 御用盗変化 東京文芸社 1957年 のち春陽文庫
- あばれ千両肌 同光社出版 1957年
- 鼠六匹二万両 和同出版社 1957年
- 刺青一代女 東京文芸社 1957年
- 無想剣進上 和同出版社 1957年 のち春陽文庫
- 鬼来也 正続 東京文芸社 1958年 のち春陽文庫
- 青貝進之丞人斬控 東京文芸社 1958年
- 小太郎の旗 東京文芸社 1958年
- 白鬼屋敷 桃源社 1958年
- 修羅王参上 東京文芸社 1958年
- 隠密独眼竜 東京文芸社 1958年 のち春陽文庫
- 謎の唐人屋敷 東京文芸社 1958年
- 隠密愛染帖 東京文芸社 1959年 のち春陽文庫
- 人肌変化 桃源社 1959年 のち春陽文庫
- 長脇差大名 和同出版社 1959年 のち春陽文庫
- 蛇神魔殿 浪速書房 1959年
- 隠密飛竜剣 東京文芸社 1959年 『柳生旅日記』
- 怪傑修羅王 同光社出版 1959年 のち春陽文庫
- 魔剣青貝流 東京文芸社 1960年
- 花の千両肌 朝日書房 1960年
- 竜巻街道 正続 東京文芸社 1961年 『たつまき街道』春陽文庫
- まぼろし姫 東京文芸社 1961年 のち春陽文庫
- 振袖変化 東京文芸社 1961年 のち春陽文庫
- 江戸の夜叉王 桃源社 1962年 のち春陽文庫
- 青竜の剣 東京文芸社 1962年
- 大江戸悪魔祭 東京文芸社 1962年 『江戸悪魔祭』春陽文庫
- 隠密月影帖 東都書房 1963年 のち春陽文庫
- 雪姫絵図 東都書房 1965年 のち春陽文庫
- 風来浪人 桃源社 1967年（ポピュラー・ブックス）のち春陽文庫
- 風雲の旗 桃源社 1971年（ポピュラー・ブックス）のち春陽文庫
- 偽首志願  1973年 - 元禄赤穂事件の連作。
- 首斬り志願  1973年
- 不義士志願  1973年 講談社 - 高田資政を評価し、堀部武庸を不忠臣と批判した評論的小説。
- なりひら盗賊 日本文華社、1973年 のち春陽文庫
- 大予言者の秘密 易聖・高島嘉右衛門の生涯 光文社 1979年7月（カッパ・ブックス）のち角川文庫、『「横浜」をつくった男』光文社文庫
- 小栗上野介の秘密
- 戦艦山城の亡霊
- 人斬り魔剣 春陽文庫 1984年7月
- 蛇性の女 春陽文庫 1988年12月

### SF・架空戦記
- 宇宙戦争 偕成社 1954年
- ハスキル人 東方社 1958年 のち角川文庫 SF短編集
- 連合艦隊ついに勝つ ミッドウェー海戦からレイテ海戦まで ベストセラーズ 1971年 のち角川文庫、光文社文庫

### ジュブナイル
- 妖鬼の塔 偕成社 1949年
- 蝙蝠館の秘宝 ポプラ社 1950年 のち ポプラポケット文庫 2006年
- 死神博士 偕成社 1951年 のちソノラマ文庫
- 幽霊馬車 偕成社 1951年
- 黒衣の魔女 偕成社 1952年
- 悪魔の口笛 ポプラ社 1953年 のち文庫
- 白蝋の鬼 ポプラ社 1953年 のちソノラマ文庫
- 吸血魔 ポプラ社 1954年6月
- 消えた魔人 ポプラ社 1967年（名探偵シリーズ）

### 実用書（占術など）
- 易の効用 運命開拓法 講談社 1963年
- 高木彬光人相教室 あなたの人相はどのタイプ? 双葉新書 1969年
- 易占入門 あなたにもできる易 講談社 1971年
- 方位学入門 知らないと危ない方角の吉・凶 光文社 1971年（カッパ・ブックス）
- 昭和47年度幸運の暦 ベストセラーズ 1971年
- ノストラダムス 大予言の秘密 1999年7月はたして人類は滅亡するか！ 日本文華社 1974年 のち角川文庫
- 人相学入門 人を見る眼を養うために 講談社 1976年
- 手相学入門 転ばぬ先の杖として 講談社 1976年 『手相占い』角川文庫
- 相性判断 この人があなたの幸運を招く 光文社文庫 1985年2月
- あなたの運命はこうなる! 易占がズバリ予知!! 日本文芸社 1985年9月
- 高木彬光易占集 1-4 東洋書院 2005年 - 2006年

### 評論・随筆
- 随筆探偵小説 鱒書房 1956年
- 占い人生論 巌松堂出版 1961年
- ぼくのヨーロッパ飛びある記 日本文華社 1966年（文華新書）
- 吸血の祭典 世界の神秘と怪奇 日本文華社 1967年（文華新書）、『吸血の祭典』 出版芸術社 1996年1月（ふしぎ文学館）
- 邪馬台国推理行 角川書店 1975年
- 邪馬壱国の陰謀 日本文華社 1978年4月（文華新書）
- 甦える 脳梗塞・右半身麻痺と闘った900日 光文社 1982年9月
- わが闘病記 脳梗塞・死からの脱出 曜曜社出版 1987年5月

### 全集・選集
- 高木彬光集 河出書房 1956年（探偵小説名作全集10）
- 神津恭介探偵小説全集 全10巻 和同出版社 1957年 - 1958年
- 高木彬光妖奇長篇選集 1-4 東京文芸社 1965年
- 世界怪奇犯罪小説集 桃源社 1970年
- 高木彬光長編推理小説全集 全16巻 光文社 1972年 - 1974年
- 高木彬光名探偵全集 1-11 立風書房 1975年 - 1976年
- 高木彬光集 リブリオ出版 1997年10月（ポピュラーミステリーワールド第3巻）
- 高木彬光コレクション 全10巻 光文社文庫 2005年
- 高木彬光探偵小説選 論創社 2010年（論創ミステリ叢書）

### 合作・共著・訳書
- 白薔薇殺人事件 『モダン日本』1948年11月号 - 戦後すぐに、その頃デビューした作家6名によって書かれた連作。香山滋・島田一男・山田風太郎（第3話を担当）・楠田匡介・岩田賛が1話ずつ担当し、完結編「薔薇未だ崩れず」を高木彬光で締める（『香山滋全集・別館』三一書房 1997年）。
- 十三の階段 1953年 - 山田風太郎・島田一男・岡田鯱彦・高木彬光によるリレー作品
- 悪霊の群 東京文芸社、1955年 - 山田風太郎との合作。神津恭介シリーズ。
- 雄鷲雌鷲 城昌幸・陣出達朗連作 和同出版社 1955年
- 樹のごときもの歩く 坂口安吾共著 東京創元社 1958年 - 坂口安吾の未完長編『復員殺人事件』を補筆完成させたもの
- 乱歩・正史・風太郎 山前譲編 出版芸術社 2009年11月
- 風さん、高木さんの痛快ヨーロッパ紀行 出版芸術社 2011年 - 山田風太郎とのヨーロッパ旅行記を再刊、未公開の旅日記を初公開
- 帽子蒐集狂事件 高木彬光翻訳セレクション 論創社 2020年（論創海外ミステリ）
  - ジョン・ディクスン・カー / 他にジェームズ・バーナード・ハリスの短編「死の部屋のブルース」「蝋人形」

## 出演

### 映画
- 金田一耕助の冒険（床屋の客として出演、1979年）
- 白昼の死角（ニセ社員の応募に応じる役として出演、1979年）

### 広告
- 角川書店 角川文庫ミステリーフェア GUILTY篇（横溝正史、森村誠一と出演、1978年）[4]

## 映像化作品

### 映画
- 透明人間現わる（1949年、大映）- 安達伸生監督作品
- わが一高時代の犯罪（1951年、東映）- 関川秀雄監督作品
- 刺青殺人事件（1953年、新東宝）- 森一生監督作品
- 素浪人奉行（1953年、東映）- 佐々木康監督作品
- あばれ振袖（1955年、東映）- 萩原遼監督作品
- 拳銃対拳銃（1956年、東映）- 小沢茂弘監督作品（原作は山田風太郎との合作）
- 女難屋敷（1956年、松竹）- 堀内真直監督作品
- 魔の花嫁衣裳（前・後編）（1956年、大映）- 浜野信彦監督作品
- のんき侍大暴れ（1956年、松竹）- 倉橋良介監督作品
- 快傑修羅王（1956年、新東宝）- 丸根賛太郎監督作品
- 朱桜判官（1958年、新東宝）- 加戸野五郎監督作品
- 隠密変化（1959年、新東宝）- 加戸野五郎監督作品
- 蛇神魔殿（1960年、東映）- 工藤栄一監督作品
- 誘拐（1962年、大映）- 田中徳三監督作品
- 検事霧島三郎（1964年、大映）- 田中重雄監督作品
- 密告者（1965年、大映）- 田中重雄監督作品
- いれずみ無残（1968年、松竹）- 関川秀雄監督作品
- 新・いれずみ無残 鉄火の仁義（1968年、松竹）- 関川秀雄監督作品
- 白昼の死角（1979年、角川映画）- 村川透監督作品

### テレビ
- 白昼の死角（1963年5月1日 - 6月26日、フジテレビ）福中八郎演出
- 白昼の死角（1979年8月4日 - 9月29日、毎日放送）松尾昭典演出
- 探偵・神津恭介の殺人推理 全11回（1983年 - 1992年、テレビ朝日） 神津恭介役は近藤正臣
- 捜査検事・近松茂道 全14回（2002年 - 2013年、テレビ東京・BSジャパン） 近松茂道役は高橋英樹

## 参考資料
- 高木晶子『想い出大事箱 父・高木彬光と高木家の物語』出版芸術社、2008年5月。ISBN 978-4-88293-345-8。